# Joop Brandes
Pour les articles homonymes, voir Brandes.
Petrus Leendert Brandes, dit Joop ou Joep, est un footballeur puis entraîneur néerlandais né le 26 juin 1920 à La Haye et mort le  6 mai 1988 dans la même ville. Il évolue au poste d' attaquant du début des années 1940 au début des années 1950. Il joue notamment au Feyenoord Rotterdam, au Nîmes Olympique et au SO Montpellier. Il compte trois sélections pour un but inscrit en équipe nationale.
Devenu entraîneur, il dirige principalement des clubs de troisième division néerlandaise, notamment le VV Zwartemeer et les Zwolsche Boys.

## Biographie
Joep Brandes rejoint la quatrième équipe de DUNO à l'âge de 18 ans. Remarqué par ses capacités physiques par les entraîneurs de VUC (nl), il intègre cette équipe en 1942. Coéquipier de Bertus de Harder, il termine vice-champion des Pays-Bas en 1944. Il quitte ensuite le club et joue occasionnellement avec le club de SC 't Gooi.
Employé de bureau au ministère de la Marine, il rejoint, le 15 mars 1946, le Feyenoord Rotterdam et débute en équipe première, le 19 janvier 1947 contre le VSV Velsen, rencontre remportée sur le score de quatre buts à un. Attaquant physique et agressif, il s'impose comme titulaire et remporte, en 1948 avec son club, le Zilveren Bal. Il connaît, le 13 mars 1949, sa première sélection avec les Pays-Bas pour une rencontre face aux Belges, disputée au stade olympique d'Amsterdam. Auteur du deuxième but néerlandais, les deux sélections se séparent sur un match nul trois buts partout. Il connaît deux autres sélections lors de cette saison, face à la France puis au Danemark. Opéré du genou en début de saison suivante, il retrouve les terrains à l'automne et est observé par les recruteurs français.
Comme de nombreux autres joueurs amateurs néerlandais, il signe un contrat professionnel en France et rejoint, pour la saison 1950-51, le Nîmes Olympique alors tout juste promu en D1. Il quitte le club du Feyenoord après avoir disputé soixante rencontre pour 34 buts inscrits. Titulaire lors de la première rencontre de championnat, lors d'un déplacement chez le RC Strasbourg, une défaite deux buts à un, il ne parvient cependant pas à s'imposer en équipe première et quitte le club en fin de saison. Il se dirige alors vers le voisin régional du SO Montpellier. Il y reste quatre saisons et alterne D1 où il est souvent sur le banc, et D2 où il est titulaire.
Joep Brandes retourne en mars 1955 aux Pays-Bas, au Be Quick 1887, club de deuxième division, où il retrouve son ancien coéquipier du Feyenoord, Arie de Vroet, devenu entraîneur. Gêné par des problèmes aux talons d’Achille, il joue peu et met fin à sa carrière de joueur en fin de saison 1956.
En juin 1956, il devient entraîneur des Enschedese Boys, club de troisième division. Après une saison avec ce club terminée à la quinzième et dernière place du groupe A, il est recruté par le VV Zwartemeer, quatorzième de ce même groupe. Huitième puis quatrième de son groupe les deux premières saisons, le club termine treizième et dernier en 1960, mais garde sa place en troisième division en barrages. Informé en avril que son contrat ne sera pas renouvelé, il reçoit le soutien de ces joueurs et reste en place. Septième du championnat en 1960-1961, il est démis de ses fonctions, en novembre 1961, par le conseil d'administration du club qui ne lui fait plus confiance.
Il dirige ensuite pendant deux ans les Zwolsche Boys, toujours un club de troisième division, qu'il quitte en mai 1964 à la suite de divergences avec sa direction sur la rémunération des joueurs. Quelques jours après, il s'engage avec le SC Helmondia, autre club de troisième division. Deuxième du groupe B en fin de saison, le club termine troisième des barrages d'accession et ne parvient pas à monter. Après avoir fini douzième puis quatorzième, il s'engage pour la saison 1967-1968 avec de nouveau les Zwolsche Boys. Après une dix-neuvième et avant-dernière place en championnat, il rejoint le PEC Zwolle. Là aussi, il ne reste qu'une saison.
En juin 1969, il s'engage pour une durée d'un an avec le Eindhoven VV qui vient d'être relégué. En février, il est remplacé à la tête de l'équipe première par Bram Appel mais reste au club pour s'occuper des amateurs et des jeunes.
En novembre 1970, il rejoint le VV Gemert, club de Derde klasse, le quatrième niveau néerlandais. Il reste une saison et demie dans ce club. En février 1974, il retourne au Zwolsche Boys, redevenu club amateur.

## Palmarès
- International néerlandais en 1949[24]
- Championnat de France de D2
  - vice-champion : 1952 (avec le SO Montpellier)

## Sources
- Marc Barreaud, Dictionnaire des footballeurs étrangers du championnat professionnel français (1932-1997), l'Harmattan, 1997.